# Päronknopp
Päronknopp (Molgula griffithsii) är en sjöpungsart som först beskrevs av MacLeay 1825. Päronknopp ingår i släktet Molgula och familjen kulsjöpungar. Det är osäkert om arten förekommer i Sverige. Inga underarter finns listade i Catalogue of Life.